# Deus Ex: Mankind Divided
A Deus Ex: Mankind Divided egy egyjátékos cyberpunk akció-szerepjáték, melyet az Eidos Montreal fejlesztett, és a Square Enix adott ki. 2016. augusztus 23-án jelent meg PC-re (eredetileg csak Windows alá, később Linux és macOS rendszerek alá is), PlayStation 4-re és Xbox One-ra. 
Ez a játék a negyedik epizódja a Deus Ex sorozatnak, közvetlen folytatása a 2011-es Deus Ex: Human Revolution című epizódnak. A játék ötvözi a klasszikus akciójátékokat a szerepjáték-elemekkel és a lopakodással, elődeihez hasonlóan, mely során a játékos a küldetések teljesítéséért tapasztalati pontokat kaphat, s úgynevezett Praxis készletek segítségével fejlesztheti karakterét. A játék során fontos szerepet kapnak a nem játékos karakterek is, velük lehetséges a párbeszéd is, és a beszélgetéseink kihatással vannak a cselekményre és a végkifejletre is. Egy új játékmód, a Breach is bekerült, mely később önálló játékként is megjelent, ez egy cyberspace jellegű kihívás. 
A játék a Deus Ex-univerzumban játszódik, az eredeti játéknak ez is előzménye, a Human Revolutionnek pedig közvetlen folytatása. 2029-ben járunk, ahol a konfliktusok kiéleződtek a normál emberek, és a magukat mechanikus augmentációk (egyfajta gépszerű protézisek, melyek tökéletesítik az embert) segítségével átalakított emberek közt. Az Aug Incidens néven elhíresült katasztrófa után az augmentált embereket szegregálták, beköszöntött a mechanikus apartheid kora. 
A főhős ezúttal is az előző részben megismert Adam Jensen, aki szintén mechanikus augmentációs képességekkel ellátott ügynök, aki most már kettős ügynök is: a Juggernaut Kollektíva nevű hackercsapatnak segít, hogy azok feltárhassák: az események mögött a globális háttérhatalom, az Illuminati mesterkedései állnak. A történet olyan témákat boncolgat, mint a transzhumanizmus és a diszkrimináció, az elődjátékok hangulatában, összeesküvés-elméletekkel fűszerezve. 
A program fejlesztése közvetlenül a Human Revolution fejlesztése után indult. A fő cél a játékmenet és a narratíva fejlesztése volt, főként a játékosok kritikáira hallgatva. Új grafikus motor készült, a képi világ pedig az előd sárgás-feketés szűrővel ellátottsága helyett sötétebb és komorabb lett, reagálva a sztori hangulatára is. Eredetileg 2015-ös megjelenést terveztek, majd ezt egy évvel elhalasztották. Hírhedtté vált a játék a promóciós kampányáról, illetve az előrendelés lebonyolításáról. A kritikusok jól fogadták a programot, de mivel közel sem fogyott annyira jól, mint amire számítottak, a kiadó átmenetileg felfüggesztette a sorozat folytatását.

## Játékmenet
A Deus Ex: Mankind Divided egy első személyű, belső nézetes akció-szerepjáték, lopakodás-mechanizmusokkal. A játékos Adam Jensen ügynököt alakítja, aki különféle kibernetikus implantátumokkal van ellátva (mechanikus augmentációk), egy leginkább nyílt, bizonyos esetekben viszont előre megírt sémában játszódó cselekményekkel teli világban. A szabadon bejátható területeken lehetőségünk van mindent felfedezni, rejtőzködni az ellenfelek elől, a nem játékos karakterekkel interakcióba kerülni, illetve támadásba lendülni (egyes támadások esetén a játék átmenetileg harmadik személyű módra vált). Az egyes pályákon található karakterek fő-, vagy mellékküldetéseket adhatnak nekünk, melyek teljesítéséért tapasztalati pont jár. Ugyancsak pontokkal jutalmazza a játék, ha rejtett vagy titkos helyszíneket fedezünk fel. A tapasztalati pontokból megfelelő mennyiséget elérve azok Praxis készletekre válthatóak, melyekkel egyes tulajdonságainkat fejleszthetjük. Ezen túlmenően létezik pénz is a játék világában, melyért cserébe kereskedőktől és feketepiaci nepperektől szerezhetünk be különféle tárgyakat, főként fegyvereket. Praxis készleteket is vásárolhatunk bizonyos helyeken, ami azért előnyös, mert egyes képzettségek minél jobban történő felfejlesztéséhez egyre több kell belőlük.
A cselekmény szabadságára jellemző, hogy egy-egy feladatot többféleképpen is meg lehet oldani. Akár erőszakos módon, mindenkit kivégezve is teljesíthetőek a pályák, mint ahogy csendesen, az őrséget elkábítva, vagy akár úgy is, hogy teljesen észrevétlenül cselekszünk és senkinek nem esik bántódása. Ehhez rendelkezésükre állnak különféle augmentációk és fegyverek, illetve fedezékek, melyek mögé bújva lopakodhatunk. Az elkábított vagy megölt emberek testét odébb hurcolhatjuk, amivel megelőzhető, hogy az arra tévedő őrség kiszúrja és beindítsa a riasztórendszert.
Adam Jensen augmentációs képességei számosak: kezdve a passzívakkal (mint például a látás javítása vagy a sebződés csökkentése), illetve az aktívakkal (emberfeletti erő vagy pl. a nagy magasságokból történő sértetlen leugrás). Ezek jelentős része bioenergiától függ: ha ez elfogy, akkor nem tudjuk használni a képzettséget, és újra kell töltenünk azt.
A fegyvereket továbbfejleszthetjük alkatrészekkel, melyeket a pályákon szerezhetünk meg. Emellett szert tehetünk a korábbról már ismert multitool eszközre, mely egyszer használatos, és főként zárfeltörésre használható. Egyes eszközöket magunk is elkészíthetünk, feltéve hogy előzőleg megszereztük az ehhez szükséges tervrajzokat. A számítógépes rendszereket, illetve a biztonsági mechanizmusokat feltörhetjük, ezek az előző részben látottakhoz hasonlóan minijátékkal történnek, ahol különféle pontokat kell összekötnünk adott idő alatt. 
A küldetések során interakcióba kerülhetünk bizonyos karakterekkel, akikkel beszélgethetünk is. Ezek során többféle válaszlehetőség létezik, és attól függően, hogyan reagálunk, változhat a küldetés végkimenetele, de akár a végjáték is. Akár az előző részekben, a főhős Adam Jensen karaktere úgy lett megalkotva, hogy ne legyen se jó, se rossz irányba "elfogult", a szinkronszínész Elias Toufexis is olyan tónust használ, hogy a hangja abszolút semlegesnek, érzelemmentesnek mondható a legtöbb esetben. Léteznek azonban "rossz" válaszok, mellyel megnehezíthetjük a dolgunkat, mert meghiúsul az adott küldetés egyik megoldási módja, s nekünk újat kell keresnünk. Egy speciális augmentációval a beszélgetési képességeink is javulnak, jobb eredményeket elérve általa. Ügyesen beszélgetve megúszhatunk olyan összecsapásokat, melyeket egyébként meg kellene vívnunk nagyon erős ellenfelek ellen.
Új játékmód a Breach, melynek során hackert alakítunk, aki a Palisade Bank rendszerébe bejutva szerez információkat, és onnan egy bizonyos időlimiten belül ki kell jutnia. Ez egy szürreális, poligonos megjelenítésű világ, ahol a karakterünkkel egyedi augmentációk segítségével haladhatunk, kicselezve az ellenfeleket. Ugyan a Mankind Divided nem rendelkezik többjátékos móddal, de a Breach játékmód alatt pontokat szerezhetünk, amely egy online rangsor szerint mutatja eredményünket más játékosokkal szemben.

## Történet
|  | Alább a cselekmény részletei következnek! |

A Mankind Divided története egy alternatív jövőben játszódik, 2029-ben, két évvel a Human Revolution történései után. Ebben a cyberpunk környezetű világban számos összeesküvés-elmélet valóság, léteznek titkos társaságok, és az Illuminati is létezik, mint globális háttérhatalom. A technológia fejlődése és a biológiában elért forradalmi eredmények révén léteznek az úgynevezett augmentációk, melyek mesterségesen létrehozott szervek, illetve szervpótlékok, amelyek számottevően javítják az emberek egyes képességeit. Ebben a játékban ezek kizárólag mechanikus alapúak, az eredeti Deus Ex nanoaugmentációs technológiája még fejlesztés alatt áll, ily módon az augmentált emberek fizikailag és vizuálisan is megkülönböztethetőek a normál emberektől. A technológia alkalmazása a kilökődés veszélyével jár, így az ily módon "továbbfejlesztett" embereknek egy gyógyszert, a Neuropozyne-t kell szedniük életük végéig, hogy a testük befogadja ezeket a kreálmányokat. A társadalom megosztott az augmentációs technológiával szemben: vannak, akik üdvözlik az új felfedezéseket és az emberiség felemelkedésének lehetőségét látják bennük; mások azonban szkeptikusak, sőt ellenségesek velük szemben, részben morális-erkölcsi okokból, részben azért, mert vagy nem engedhetik meg maguknak (és emiatt alsóbbrendűségi érzésük van), vagy a szervezetük semmiképp sem képes ezeket befogadni, még gyógyszerrel sem. Az előző epizódból megtudhattuk, hogy Adam Jensen, a játék főhőse, egy merénylet áldozata lett és kapott új esélyt az életre azáltal, hogy "feltámasztották" mechanikus augmentációk alkalmazásával, s ő egy különleges ember a tekintetben, hogy genetikailag nem kell tartania egyáltalán a kilökődés veszélyétől (mint a Human Revolution cselekményéből kiderül, ennek is megvan a maga oka és következményekkel is jár).
A Human Revolution történései során kiderült, hogy az Illuminati egy biocsip alkalmazásával korlátozta volna az augmentációk használatát. Adam Jensen, akit az augmentációs technológia úttörőjének számító Sarif Industries alkalmazott biztonsági emberként (és akinek az életét épp ez a technológia mentette meg), belekeveredik az eseményekbe, és megpróbálja megakadályozni őket e tervükben. Hugh Darrow, hogy némiképp aláássa az Illuminati céljait, szétküld egy jelet a sarkvidéki Panchea bázisról, melynek hatására az augmentált emberek néhány pillanatra egyszerűen megőrülnek: ezt az eseményt nevezik később Aug Incidensnek. Jensen kikapcsolja a jelet és ezzel megállítja az őrületet. A Human Revolution-ben többféle választási lehetősége volt, a kánon szerinti befejezéssel elpusztította Pancheát, de hiába: az Aug Incidens és az Illuminati mesterkedései miatt az augmentált embereket megbélyegezték. Megfosztották őket egyes jogaiktól, illetve ahol lehetett, gettóba zárták őket, és egyfajta apartheid-rendszert kezdtek el működtetni velük szemben.
A játék cselekménye főként Prágában játszódik, némi kitekintéssel Dubajba és Londonba. Számos karakter és szervezet szerepel, a leghírhedtebb a már említett Illuminati, amely a világot a háttérből irányítva befolyásolja azt, hogy az emberiség az ő céljaiknak megfelelően kijelölt úton haladjon. Velük szemben áll a Juggernaut Kollektíva, egy hackercsapat, akiknek vezetője a titokzatos Janus, és emellett az eredeti Deus Ex-ből ismert szerveződések csírái is felbukkannak alkalmanként. Főhősünk ezúttal is Adam Jensen, aki most a prágai központú antiterrorista TF29 csapat tagja, melyet az Interpol vezet, akikkel szemben az ARC nevű szervezet áll, amely valamikor az augmentált emberek megsegítésére jött létre, s most az ő jogaikért küzdő erőszakszervezet.

### Szereplők
A játék főhőse Adam Jensen, akit az előző rész eseményei után holtnak nyilvánítottak, de titokban megmentettek, és fejlettebb technológiával látták el. Mivel genetikailag olyan, hogy kilökődéstől mentesen be tudja fogadni szervezetébe a mechanikus augmentációkat, Jensen személye képezi a hidat az augmentáltakat elutasító emberek, és a Neuropozyne kilökődésgátló gyógyszer hiánya miatt szenvedő augmentáltak között. Névleg a TF29 nevű antiterrorista csapat tagja, azonban a valóságban a Juggernaut Kollektíva titkos ügynöke, aki azon munkálkodik, hogy leleplezze az Illuminatit. Ennek során a rejtélyes Janus, a szervezet vezetője irányítja őt, mégpedig Alex Vegán keresztül. Segítőtársai a TF29-nél Jim Miller és Delara Auzenne. Fő ellenfelei az ARC vezetői: Talos Rucker és Viktor Marcsenko (aki utóbb renegát terrorista lett). A DLC formájában érkező kiegészítőben főszereplőként érkezik Fran Pritchard, Jensen régi ismerőse, a hacker Shadowchild, és Hector Guerrero ügynök.
Számos olyan szereplő is tiszteletét teszi, aki az első Deus Ex-ben is szerepelt már: így az ördögi Bob Page, illetve az Illuminati egykori tagjai: Beth DuClaire, Stanton Dowd, Lucius DeBeers, Morgan Everett, illetve a UNATCO majdani vezetője, Joseph Manderley.

### Cselekmény
A TF29 egy dubaji küldetése során Jensenéken rajtaüt egy augmentált zsoldoscsapat, és csak nagy nehezen tud megmenekülni. Visszatér Prágába, hogy beszéljen Vegával, eközben bombatámadás áldozatai lesznek, melynek köszönhetően Jensen augmentációi is megsérülnek. Miután megjavítják (és egyben felfedezik, hogy rejtett, eddig nem aktivált képességei is vannak), Jensen kihallgat egy beszélgetést a kollégája, Miller és a felettesei közt, és megtudja, hogy a támadást az ENSZ szerint az ARC nevű szervezet követte el. Jensent elküldik Golem City gettójába, hogy vadássza le Ruckert, aki meghal, de előtte elmondja, hogy nekik semmi közük nem volt az akcióhoz. Marcsenko, akit a háttérből az Illuminati irányít, átveszi az irányítást az ARC felett, és elkezdi a szervezet militarizálását. Jensen megtudja, hogy Joseph Manderley, a TF29 igazgatója, és Bob Page, a VersaLife nevű orvostechnikai cég vezérigazgatója  (mindketten az Illuminati tagjai) megállapodtak abban, hogy Ruckert megölik, méghozzá egy biológiai fegyver, az Orchid segítségével.
Rucker halála feszültséget szít az augmentáltak körében, így Prágában statáriumot és kijárási tilalmat vezetnek be. Vega és Janus segítségével Jensen két fontos információt is megtud, amelyekkel felléphet Marcsenko ellen: az Orchiddal kapcsolatos információkat, amelyet a Palisade Bank épületében őriznek, és Allison Stanek, egy fanatikus tevékenykedését a bombamerénylet kapcsán. Bármelyik úton is indul el, végül Marcsenko svájci Alpokban található főhadiszállására érkezik, ahol elfogják, és a testébe injekciózzák az Orchidet. Azzal azonban nem számoltak, hogy a különleges genetikája miatt Jensen túléli ezt, sőt képes visszajutni Prágába és mintával szolgálni az anyag kapcsán. Némi nyomozás után kideríti, hogy Marcsenko merényletre készül Londonban az ismert üzletember, Nathaniel Brown ellen. Brown a legismertebb szószólója az Emberiség Helyreállító Törvény néven ismert javaslat ellenzőinek: ez a törvény az Illuminati mesterkedésének eredményeként kerülne elfogadásra, és célja nem lenne más, mint a mechanikus augmentációkkal rendelkező emberek végleges kiközösítése a társadalomból és egy Rabi'ah nevű városba való deportálásuk. Jensen nem tudja meggyőzni Brownt, hogy vegye elejét a merényletnek, a támadók pedig akcióba lépnek: megmérgezik Millert az Orchiddal. Az ő sorsa a játékos korábbi lépésein múlik, Brown sorsán pedig a végkifejlet: ha meghal, a törvényjavaslat átmegy, ha életben marad, sikeresen megakadályozzák. Már csak a Marcsenkóval való összecsapás marad hátra: megölhetjük, de el is foghatjuk. Vega megesküszik, hogy a Juggernaut Kollektíva elkapja Page-et és Manderleyt, Jensen pedig arra kéri őt, hogy mutassa be személyesen Janusnak.
A stáblista utáni jelenetben az Illuminati prominens személyiségei, Lucius DeBeers vezetésével ülést tartanak, és elhatározzák, hogy rajta tartják a szemüket Adam Jensenen. DeBeers ezután elmondja Auzenne-nek, a TF29-hez beépített saját emberüknek, hogy Jensent arra fogják felhasználni, hogy rajta keresztül jussanak el Janushoz.
Három DLC jelent meg a játékhoz, melyek kibővítik a sztorit. Az első a "Desperate Measures" névre hallgat, amelyben kiderül, hogy a bombamerénylethez köze lehet a Tarvos Security egyik tagjának, aki a családját akarja megóvni. A "System Rift" című részben Frank Pritchard kér meg minket arra, hogy törjünk be a Palisade Bank rendszerébe, hogy információkat szerezzünk Rabi'ah városáról. "A Criminal's Past" névre hallgató harmadik DLC pedig egy korábbi küldetést elevenít fel, ahol Hector Guerrero tevékenységét derítik fel egy börtönlázadás kapcsán.

## Fejlesztése
A Human Revolution névre hallgató előző epizód egyszerre volt a Deus Ex széria folytatása és újraindítása annak több éves hallgatása után. A kritikusok minden kételkedése ellenére kritikai és üzleti szempontból is sikeres volt. A fejlesztők elmondása szerint eleinte nem volt tervben a folytatás, hiszen a céljuk csak annyi volt, hogy a Deus Ex újra visszakerüljön a köztudatba. De már a megjelenés után világos volt, hogy folytatást kell készíteniük. Ezt eredetileg az Obsidian Entertainment készíthette volna, 2014-re tervezett megjelenéssel, de ismeretlen okok miatt ez a terv már korai fázisban elvetésre került. Így a Missing Link DLC elkészítése után az eredeti fejlesztőcsapat látott neki a folytatásnak. A cél a korábbi játékelemek tökéletesítése volt, a már jól működő elemek megtartásával. A fejlesztés közel öt évig tartott, aminek az oka az volt, hogy egy vadonatúj grafikus motort kellett írniuk az új generációs hardverekhez, illetve a játék narratívája is megkívánta az alaposabb kidolgozást.
A folytatás kiindulópontja az előző részben látott Aug Incidens lett. Noha az előző rész végén a játékos választására volt bízva, hogy miként fejezi be a játékot, a fejlesztők úgy érezték, hogy a döntéstől függetlenül a világ nagy részének egyáltalán fel se tűnt volna, hogy mi is történt ott igazából. Így ismét ahhoz az eszközhöz nyúltak, amely a Deus Ex: Invisible War esetében egyszer már működött: valamennyi lehetséges befejezést egybegyúrtak. A forgatókönyv írása közben három csapat dolgozott: az egyik a fő küldetéseket írta, a másik a mellékküldetéseket, a harmadik az egyes fontosabb szereplőkkel való párbeszédeket. A cél az volt, hogy a játékos minél kevésbé tudja azt megcsinálni, hogy egyetlen nagy mentést követően a végjátékban hozza meg a fajsúlyos döntéseket és láthassa mindegyik befejezést. Helyette a történet fordulópontjait a játék során helyezték el. Egyes sztoriszálak azonban még így is elvarratlanok maradtak, részben időhiány, részben a már így is komplikált történet miatt.
Másik fontos téma volt az előző részben bevezetett transzhumanizmus. Ezt mélyebben kívánta elemezni a csapat, így beemelték az árnyoldalait, a diszkriminációt is, mint az elkülönülés egyik logikus következményét. A történet részét képezik valós történelmi események is, amelyek azonban jobbára fikciós töltetet kaptak és beillesztették őket a játékot átlengő konspirációs légkörbe. Prágát azért választották a játék fő helyszínéül, mert az előző epizód túlzottan Amerika-központú volt, és ebben a városban a régi és az új építészeti elemek izgalmas egyveleget alkotnak – nem beszélve a helyi folklórban ismeretes Gólem legendájáról.
A játék fejlesztése során tekintettel kellett lenniük arra is, hogy a Deus Ex világának már egy jó előre megírt idővonala van, amely azonban a fejlesztők definíciója alapján a "győztesek által írt történelem", s így kisebb mértékben felülírhatták azzal, hogy a játék egyik fő témája az igazság keresése. Például a főellenfélként definiált Illuminati ezúttal nem úgy lett ábrázolva, mint az eredeti Deus Ex során, ahol – Warren Spector eredeti, a játékkal kapcsolatos víziói hatására – kicsit az X-akták című sorozatot idéző hangulata volt az egész játéknak, és a szervezet egy, a háttérben megbújó, de rendkívül nagy hatalommal és erővel bíró csoportként volt ábrázolva. Itt viszont már mint egy egymással laza kapcsolatban álló emberek csoportja szerepelnek, ahol mindenkit a saját céljaik motiválnak, és még egy közös cél érdekében is csak nehezen fognak össze.
A fejlesztés elején döntötték el, hogy Adam Jensen lesz ismételten a főhős, noha ő az előző rész végén meghalhatott. Ebben az epizódban már megbékélt augmentációival, és korábbi "reaktív" személyisége "proaktívvá" vált.
Elsődleges cél volt a fejlesztés során a játékosok reakcióinak megfelelően az egyes bosszantó hiányosságok kijavítása. A Human Revolution során kritika érte a kiegyensúlyozatlanságot, azaz hogy a küldetések nem halálos módon történő megoldása nehezebb volt. A "Director's Cut" változatban már változtattak apróságokon, és a főellenfelek harc nélküli legyőzése is lehetségessé vált a pályák áttervezésével.
A grafikus motor az újonnan tervezett Dawn Engine, mely a nyolcadik generációs konzolok képességeinek megfelelően készült, az IO Interactive által fejlesztett Glacier 2 áttervezésével, mely a Hitman: Absolution alatt is működött. Az Eidos több lehetőséget is mérlegelt, például az Unreal alá áttérést (visszatérést), de ezt végül a Thief kapta meg, a CDC Engine-t pedig, mellyel a Tomb Raider: Underworld is készült, elvetették. A Dawn Engine jelentős áttervezést kapott az élethűség jegyében: többek között új animációs rendszert kapott, és a karakterek haja is a valóságosnak megfelelő módon került ábrázolásra egy külön alrendszerrel. Nagyobb problémát csak a helyszínek megvilágítása és a belső-külső terek részletessége közti ellentét okozott.

## Megjelenés és fogadtatás
A játék megjelenését 2013-ban jelentették be először azzal, hogy az csak az első része lesz az újonnan kibővítendő Deus Ex-univerzumnak, melyben számos játék kaphat helyet. Már a bejelentés után kisebb botrányt okozott az "apartheid" kifejezés használata, illetve az "Aug Lives Matter", mindkettő a valódi világból merített, ellentmondásosan felhasznált, elferdített jelmondat itt. 2015 áprilisában aztán kikerült a netre egy élő videó, mely egy különleges promóció volt: egy cellában található embert lehetett irányítani a nézők utasításai alapján, hogy adott helyzetben mit mondjon.
2016. augusztus 23-án jelent meg a játék standard és gyűjtői változatban. Utóbbi része volt a hozzáférés a DLC-khez és Praxis készletekhez, a Dota 2 című játékhoz felhasználható, Adam Jensen-hangeffektek. Az előrendelés körül voltak kisebb gondok, ugyanis a Square Enix eredetileg egy ötszintű rendszert képzelt el. A rendeléstől függően rangsorolták a játékosokat, akik különféle, választható bónuszokat kaptak, a legbelső kör tagjai pedig már akár napokkal a tényleges megjelenés előtt játszhattak volna a játékkal. Eredetileg az lett volna a szándékuk, hogy a játékosok maguk választhassák ki, milyen bónuszokat szeretnének kapni az előrendelésért cserébe, de a negatív kritikák hatására minden előrendelő megkapta az összes bónuszt. Másik problémás szint volt a mikrotranzakciós rendszer, melyet az elképzelt formájában végül mégsem vetettek be: ez azt eredményezte volna, hogy egyjátékos program létére némi pénz ellenében sikerült csak volna számottevő nehézség nélkül megoldani pályákat még akkor is, ha a játékos már egyszer fizetett a játékért.
A játék fogadtatása alapvetően pozitív volt. Magyarországon az IGN 8 pontot adott rá a 10-ből, dicsérve Golem City kivitelezését, a parádés pályatervezést és az addiktív játékmenetet, de kritizálva a személytelen sztorit, a technikailag gyenge grafikát és a pocsék mesterséges intelligenciát. A magyar GameStar 87 százalékra értékelte, , a PC Guru pedig 82%-ra, kiemelve az érdekes sztorit és hangulatot, valamint a többféleképpen megoldható küldetéseket, ugyanakkor szóvá téve itt is a mesterséges intelligencia hibáit, és hogy a helyszínek azért nem olyan nagyok.

## Fordítás
Ez a szócikk részben vagy egészben  a   Deus Ex: Mankind Divided című angol Wikipédia-szócikk ezen változatának fordításán alapul.  Az eredeti cikk szerkesztőit annak laptörténete sorolja fel. Ez a jelzés csupán a megfogalmazás eredetét és a szerzői jogokat jelzi, nem szolgál a cikkben szereplő információk forrásmegjelöléseként.